# Regioni della Scozia
| Regioni della Scozia |
| --- |
| 1. Strathclyde 2. Dumfries e Galloway 3. Borders 4. Lothian 5. Central 6. Fife 7. Tayside 8. Grampiani 9. Highland 10. Isole Occidentali |
| Non figurano nella mappa: - le Isole Orcadi - le Isole Shetland                                                                          |

Le regioni della Scozia sono state le suddivisioni amministrative di primo livello del Paese dal 1973 al 1996, quando sono state sostituite dalle Council areas.
Furono introdotte dal legge del 1973 sul governo locale. Generalmente queste non avevano alcuna relazione con le vecchie contee tradizionali del paese che erano in vigore dal 1890. Ogni regione era poi suddivisa in una serie di distretti che variava dai tre ai diciannove.
Le regioni della Scozia furono organizzate secondo il sistema proposto dal Wheatley Report prodotto dalla commissione Reale del governo scozzese locale del 1969.
Le regioni della Scozia furono però abolite il 1º aprile 1996 e sostituite con le Council areas. Alcune delle regioni furono così suddivise in più aree amministrative, altre furono invece unite ad altre aree territoriali.
Oltre a quelli regionali c'erano anche i tre consigli delle Isole Shetland, Orcadi ed Ebridi esterne (Isole occidentali).

## Regioni
Ogni regione era suddivisa nei seguenti distretti.
| Regione               | Distretti |
| --------------------- | --- |
| Borders               | Berwickshire Ettrick e Lauderdale Roxburgh Tweeddale |
| Central               | Clackmannan Falkirk Stirling |
| Dumfries and Galloway | Annandale e Eskdale Nithsdale Stewartry Wigtown |
| Fife                  | Dunfermline Kirkcaldy North-East Fife |
| Grampiani             | Aberdeen Banff e Buchan Gordon Kincardine e Deeside Moray |
| Highland              | Badenoch e Strathspey Caithness Inverness Lochaber Nairn Ross e Cromarty Skye e Lochalsh Sutherland |
| Isole Occidentali     | Isole Occidentali (Ebridi esterne) |
| Isole Orcadi          | Isole Orcadi |
| Isole Shetland        | Isole Shetland |
| Lothian               | East Lothian Edimburgo Midlothian Lothian Occidentale |
| Strathclyde           | Argyll Bearsden e Milngavie Clydebank Clydesdale Cumbernauld e Kilsyth Cumnock e Doon Valley Cunninghame Dumbarton East Kilbride Eastwood Glasgow Hamilton Inverclyde Kilmarnock e Loudoun Kyle e Carrick Monklands Motherwell Renfrew Strathkelvin |
| Tayside               | Angus Dundee Perth e Kinross |